# Kamanadurga, Tarikere
Kamanadurga là một làng thuộc tehsil Tarikere, huyện Chikmagalur, bang Karnataka, Ấn Độ.